# HMS Nomad
HMS Nomad var en brittisk jagare av Admiralty M-klass som tjänstgjorde under det första världskriget. Hon sänktes av tysk artillerield under slaget vid Jylland, den 31 maj 1916.